# Attila Kelemen (politician, n. 1986)
Attila Kelemen (n. 30 august 1986, Hunedoara, Hunedoara, România) este un deputat român, membru al Camerei Deputaților din România în legislatura 2020-2024 din partea UDMR.